# Интеграл Даниеля
Интеграл Даниеля — одно из обобщений интеграла Римана, альтернативное понятию интеграла Лебега.
В сравнении с интегралом Лебега, интеграл Даниеля не требует предварительной разработки подходящей теории меры, за счёт чего имеет определённые преимущества, особенно в функциональном анализе при обобщении на пространства высших размерностей и дальнейших обобщениях (например, в форме интеграла Стилтьеса). Конструкции Лебега и Даниеля эквивалентны, если рассматривать в качестве элементарных ступенчатые функции, однако при обобщении понятия интеграла на более сложные объекты (например, линейные функционалы) возникают существенные трудности в построении интеграла по Лебегу, тогда как интеграл Даниеля строится в этих случаях относительно просто.
Предложен английским математиком Перси Джоном Даниелем в 1918 году.

## Определение
Основная идея состоит в обобщении понятия интеграла, исходя о представлении о нём как о функционале. Рассмотрим семейство {\displaystyle H} ограниченных вещественнозначных функций (называемых элементарными функциями), определённых на пространстве {\displaystyle X}, удовлетворяющее следующим аксиомам:
1. Если {\displaystyle f_{1},f_{2}\in H}, то {\displaystyle f_{1}+f_{2}\in H.}
2. Если {\displaystyle f\in H}, то {\displaystyle cf\in H}, где {\displaystyle c} — действительное число.
3. Если {\displaystyle f_{1},f_{2}\in H}, то {\displaystyle \max(f_{1},f_{2})\in H} и {\displaystyle \min(f_{1},f_{2})\in H.}

На классе {\displaystyle H} задан функционал {\displaystyle U(f)}, обладающий следующими свойствами:
1. {\displaystyle U(f_{1}+f_{2})=U(f_{1})+U(f_{2}).}
2. {\displaystyle U(cf)=cU(f).}
3. Если {\displaystyle f_{1}\geqslant f_{2}\geqslant f_{3}\geqslant \dots } и {\displaystyle \lim _{n\to \infty }f_{n}=0,} то {\displaystyle \lim _{n\to \infty }U(f_{n})=0} (свойство Лебега).
4. {\displaystyle U(f)\geqslant 0}, если {\displaystyle f\geqslant 0}[2].

В этих терминах можно определить множества меры нуль. Множество {\displaystyle Z}, являющееся подмножеством {\displaystyle X}, имеет меру нуль, если для любого {\displaystyle \varepsilon >0} существует неубывающая последовательность неотрицательных элементарных функций {\displaystyle h_{p}(x)\in H} такая, что {\displaystyle Ih_{p}<\varepsilon }[прояснить] и {\displaystyle \sup _{p}h_{p}(x)\geqslant 1} на {\displaystyle Z}.
Если некоторое условие выполняется на {\displaystyle X} везде, кроме, может быть, подмножества меры ноль, то говорят, что оно выполняется почти всюду.
Рассмотрим множество {\displaystyle L^{+}}, состоящее из всех функций, являющихся пределом неубывающих последовательностей {\displaystyle \{h_{n}\}} элементарных функций почти всюду, причём множество интегралов {\displaystyle Ih_{n}} ограничено. Интеграл функции {\displaystyle f\in L^{+}} по определению равен
{\displaystyle If=\lim _{n\to \infty }Ih_{n}.}
Можно показать, что это определение корректно, то есть оно не зависит от выбора последовательности {\displaystyle \{h_{n}\}.}

## Свойства
С помощью этой конструкции могут быть доказаны почти все теоремы теории интеграла Лебега, например теорема Лебега о мажорируемой сходимости, теорема Тонелли — Фубини, лемма Фату и теорема Риса — Фишера. Его свойства такие же, как и у обычного интеграла Лебега.

## Меры, вводимые на основе интеграла Даниеля
Из-за естественного соответствия между множествами и функциями возможно построить теорию меры на основе интеграла Даниеля. Если взять характеристическую функцию {\displaystyle \chi (x)} некоторого множества, то её интеграл может быть взят в качестве меры этого множества. Можно показать, что это определение эквивалентно классическому определению меры по Лебегу.